# (24643) MacCready
(24643) MacCready (1984 SS) – planetoida z grupy przecinających orbitę Marsa okrążająca Słońce w ciągu 3,54 lat w średniej odległości 2,32 j.a. Odkryta 28 września 1984 roku.